# Vexillum trophonium
Vexillum trophonium är en snäckart som först beskrevs av Dall 1889.  Vexillum trophonium ingår i släktet Vexillum och familjen Costellariidae. Inga underarter finns listade i Catalogue of Life.